# Gheorghe Argeșanu
Gheorghe Argeșanu (28. února 1883 Caracal, Olt, Rumunsko – 26. nebo 27. listopadu 1940 Jilava, Ilfov, Rumunsko) byl rumunský voják a politik. Měl vojenskou hodnost divizního generála. Po dobu několika měsíců roku 1938 vykonával funkci ministra obrany a v září roku 1939 byl též krátce rumunským předsedou vlády.

## Život

### Mládí
Narodil se roku 1883 ve valašském Caracalu. Bojoval v první světové válce a byl zde povýšen do vedoucí pozice. Také se účastnil Maďarsko-Rumunské války. V letech 1921–1922 působil jako první rumunský přidělenec v Japonsku. Oženil se s klavíristkou Manyou Botez (1896–1971). 

### Politické působení
V neklidné době působení fašistické Železné gardy byl králem Karlem II. jmenován rumunským premiérem poté, co byl spáchán atentát na předchozího premiéra Armanda Călinescua příslušníky právě Železné gardy. Během svého krátkého působení v úřadu nechal zatknout a bez soudu popravit několik desítek příslušníků Železné gardy z celého Rumunska. Také nechal veřejně vystavit těla atentátníků na svého předchůdce, Călinescua. Poté byl v úřadu nahrazen Constantinem Argetoianuem.

### Smrt
Když se Železná garda roku 1940 dostala k moci, Argeșanu byl okamžitě zatčen a bez soudu uvězněn ve věznici v Jilavě nedaleko Bukurešti. Zde byl také spolu s 63 dalšími politickými vězni zabit během masakru, který spáchali členové fašistické Železné gardy v noci z 26. na 27. listopad 1940.

## Galerie

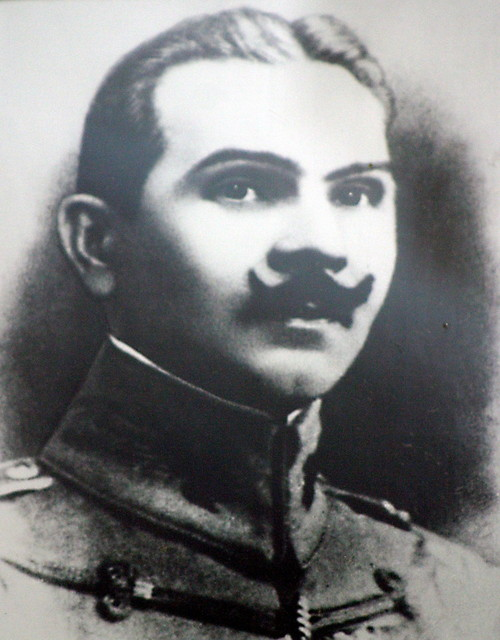
Argeșanu během první světové války
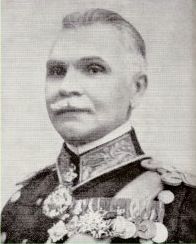
Argeșanu koncem 30. let